# Zamarada turlini
Zamarada turlini là một loài bướm đêm trong họ Geometridae.